# سبد صدوي
طيور السُّبَد الصَّدَوِيّ هي طيور شفقية صغيرة قريبة من طيور السبد وضفدعيات الفم . معظمها تستوطن في غينيا الجديدة، ولكن بعض الأنواع تمتد إلى أستراليا، وجزر الملوك وكاليدونيا الجديدة . انقرضت أنواع غير قادرة على الطيران من نيوزيلندا. توجد فصيلة أحادية الطراز تسمى الفصيلة الغَوْثَلِيَّة (الاسم العلمي: Aegothelidae) مع جنس الغَوْثَل (الاسم العلمي: Aegotheles).
السبد الصدوي هو طائر آكل للحشرات يصطاد في الهواء في الغالب ولكن في بعض الأحيان على الأرض؛ ريشه الناعم هو مزيج مُمَوِّه من اللون البني والدرجات الباهتة، ولديها أقدام صغيرة وضعيفة إلى حد ما (ولكنها أكبر وأقوى من أقدام ضفدعي الفم أو السُّبَد)، ومنقار صغير يُفتح على اتساع غير عادي، محاط بِكُلَب بارزة. الأجنحة قصيرة، مع 10 أجنحة رئيسية وقرابة 11 أجنحة ثانوية؛ والذيل طويل ومستدير.